# 鈴木敏浩
鈴木敏浩（1041gt）
日本のミュージシャン、作曲家、作詞家、ギタリスト、サポート
レコーディング、ギター講師、ウクレレ講師、パフォーマー。
アウトドアインストラクター（スキー、スノーボード、カヌー、ネイチャーガイド）
カメラマン などもこなすマルチプレイヤー。

## 略歴
ミューズ音楽院に入学。弱冠19歳でテレビ東京イツザイ～イケメンバンド企画〜
約500人からギター候補ファイナリストに選ばれる。
共演者のプロデューサー本間昭光（ポルノグラフティ、いきものがかり、広瀬香美）
沢村一輝、マリエ、TKO木下、よいこ浜口 から高い評価を得る。
番組内で共演していたギタリスト土屋浩一（藍井エイル、栄喜、HI LOCKATION MARKETS）が
憧れのミュージシャン葛城哲哉の弟子と知り歓喜した。TVでの最終対決を葛城が見ていてそれをキッカケに繋がりを持つ。
2006年 平川地一丁目 運命の向こう PV出演
2008年 月刊音楽雑誌 PATi・PATi にて特集される。
2010年 日光市立藤原中学校 吹奏楽団とOGとして共演
2012年 ビックバンドTHE FOOTPRINTSと共演

2017年アイドルグループのディレクションリーダーとして
作編曲レコーディングなどにも携わる。パフォーマーとしてダンスボーカルにも参加。
鈴木哲彦（シンガーソングライター、作詞家、作曲家、編曲家。little by little）と制作に携わる。
2018年7月の西日本豪雨により被災した広島豪雨災害復興応援ソング「フレフレのうた」guitar参加。
2020年 GACKT「KHAOS」ツアーメンバーオーディション参加。
10代より憧れていたGACKTと会い握手、演奏を披露した。一生の思い出と語る。

2021年 ギタリストChar氏監修 全日本ワウ選手権にてファイナリスト選出イベントにて出演演奏する。
2022年 音楽雑誌player1月～3月合併号にて全日本ワウ選手権の記事にて特集が組まれる。

田中T幸彦（KEMURI）
葛城哲哉（TM NETWORK、KinKi Kids、渡辺美里、浅倉大介、access　T.M.Revolution 、小室哲哉、宇都宮隆、木根尚登）に師事。

## 人物
自然、温泉、旅、映画、ギター、音楽、スヌーピーをこよなく愛する。
いろんな種類のギターを弾くのが好き。
ルーツはROCKミュージックである。
趣味で生きるを信条に好きなことしかしてこなかった。
スノーボードは1ヶ月ほど長野県白馬に山籠りして鍛えた。
アウトドア好きが講じてインストラクターとしても活躍している。
カヌーは友人がやってたのでなんとなく始めた JRCA公認指導員である。
アウトドアガイドとして栃木テレビの旅番組に出演したことがある。
ひとり旅が好き。
温泉巡りで500以上は入浴している、泉質を見るのが好きである。野湯も含む。
TV出演で専門学校時代のあだ名はイケメン&ブーちゃん。ブーちゃんはTV内で好きな食べ物ラーメンと回答のためTKO木下さんに付けられた、他の出演者があまりにも体格が細く鈴木はスポーツなどで骨太なのでユーモア担当もアリそうなった。本人は気に入っている。イケメンはシンプルに企画に由来、個人的には顔より生き方がイケメンと言われたいらしい。TVで本人は第一審査がルックス審査だったのでそこが実際一番不安だった。演奏には自信があった。TV出演をキッカケに葛城哲哉氏とのちに対面、師事をする。人生の最高の思い出と語る。
生まれて初めて行ったLIVEはTM NETWORK Double Decadeの武道館公演そのステージに立っていたのが葛城哲哉だった。
憧れていたGACKTと会った際に最高にいい匂い（香水話有名である）過ぎて女なら抱かれたいってのも分かるかも、と振り返る。
中学の時に学園祭で初めて演奏した曲はGACKTのANOTHER WORLDで卒業文集にも記載されている。
スヌーピーが好き、可愛いのはもちろん名言がたくさんあるのが良いらしい。
大阪-東京間 約500km ヒッチハイク一人旅を無事成功させる。

## 機材
MARTIN D-28 
Gibson Les Paul Standard Historic 58
Fender custom shop  Stratocaster 70s

## テレビ出演
テレビ東京
とちぎテレビ